# With You (Chris Brown)
With You è un singolo del cantante statunitense Chris Brown, il terzo estratto dal secondo album in studio Exclusive e pubblicato l'11 dicembre 2007.

## La canzone
Il brano, scritto da Johntá Austin, Tor Erik Hermansen, Mikkel Eriksen, Espen Lind, Amund Bjørklund, e prodotto dagli Stargate ha ricevuto una nomination agli MTV Video Music Awards del 2008.

## Video musicale
Il videoclip è stato girato il 20 novembre 2007 a Los Angeles ed è stato trasmesso per la prima volta il 3 dicembre 2007. Il filmato ha ottenuto la certificazione Vevo.

## Tracce
UK CD single
1. With You (Main Version) - 4:14
2. With You (B&B Remix) - 17:09

Australian CD single
1. With You (Main Version) - 4:14
2. Fallen Angel - 5:34
3. With You (Instrumental) - 4:14
4. With You (Enhanced Video)

Australian iTunes Digital Single
1. With You (Main Version) - 4:14
2. With You (B&B Remix) - 3:47
3. With You (Kardinal Beats Remix) - 3:51
4. With You (Tracy Young Remix) - 6:20
5. With You (Kovas Ghetto Beat Extended Remix) - 5:01

## Classifiche
| Classifica (2008)                    | Posizione massima |
| ------------------------------------ | ----------------- |
| Australia                            | 5                 |
| Austria                              | 42                |
| Bulgaria                             | 2                 |
| Canada                               | 2                 |
| Paesi Bassi                          | 56                |
| Europa                               | 15                |
| Francia                              | 11                |
| Germania                             | 33                |
| Irlanda                              | 3                 |
| Norvegia                             | 11                |
| Nuova Zelanda                        | 1                 |
| Romania                              | 9                 |
| Svizzera                             | 24                |
| Svezia                               | 31                |
| Turchia                              | 1                 |
| Regno Unito                          | 8                 |
| Stati Uniti                          | 2                 |
| U.S. Billboard Hot R&B/Hip-Hop Songs | 5                 |
| U.S. Billboard Pop 100               | 2                 |